# Repêchage d'entrée dans la LNH 1987
1986 1988
Le repêchage d'entrée dans la Ligue nationale de hockey 1987 a eu lieu à Détroit dans l'Arena Joe Louis.
Quelque temps après le repêchage classique, un autre repêchage supplémentaire eut lieu afin de permettre aux franchises de la LNH de choisir des jeunes joueurs de hockey qui ne pouvaient pas participer au repêchage classique.

## Sélections par tour[1],[2],[3]
Les sigles suivants seront utilisés dans les tableaux pour parler des ligues mineures:
- OHL : Ligue de hockey de l'Ontario.
- LHJMQ : Ligue de hockey junior majeur du Québec.
- NCAA : National Collegiate Athletic Association
- WHL : Ligue de hockey de l'ouest
- WHA : Association mondiale de hockey
- Extraliga : Championnat de Tchécoslovaquie de hockey sur glace
- SM-liiga : Championnat de Finlande de hockey sur glace
- Elitserien  : Championnat de Suède de hockey sur glace
- Superliga : Championnat de Russie de hockey sur glace
- DEL : Deutsche Eishockey-Liga, championnat d'Allemagne de hockey sur glace

### 1ertour
| Rang | Équipe LNH               | Nationalité | Joueur           | Repêché de                           |
| ---- | ------------------------ | ----------- | ---------------- | ------------------------------------ |
| 1    | Sabres de Buffalo        | Canada      | Pierre Turgeon   | Bisons de Granby (LHJMQ)             |
| 2    | Devils du New Jersey     | Canada      | Brendan Shanahan | Knights de London (OHL)              |
| 3    | Bruins de Boston         | Canada      | Glen Wesley      | Winter Hawks de Portland (WHL)       |
| 4    | Kings de Los Angeles     | Canada      | Wayne McBean     | Tigers de Medicine Hat (WHL)         |
| 5    | Penguins de Pittsburgh   | Canada      | Chris Joseph     | Thunderbirds de Seattle (WHL)        |
| 6    | North Stars du Minnesota | Canada      | Dave Archibald   | Winter Hawks de Portland (WHL)       |
| 7    | Maple Leafs de Toronto   | Canada      | Luke Richardson  | Petes de Peterborough (OHL)          |
| 8    | Blackhawks de Chicago    | Canada      | Jimmy Waite      | Saguenéens de Chicoutimi (LHJMQ)     |
| 9    | Nordiques de Québec      | Canada      | Bryan Fogarty    | Canadians de Kingston (OHL)          |
| 10   | Rangers de New York      | Canada      | Jayson More      | Bruins de New Westminster (WHL)      |
| 11   | Red Wings de Détroit     | Canada      | Yves Racine      | Collège Français de Longueuil(LHJMQ) |
| 12   | Blues de Saint-Louis     | Canada      | Keith Osborne    | Centennials de North Bay (OHL)       |
| 13   | Islanders de New York    | Canada      | Dean Chynoweth   | Tigers de Medicine Hat (WHL)         |
| 14   | Bruins de Boston         | Canada      | Stéphane Quintal | Bisons de Granby (LHJMQ)             |
| 15   | Nordiques de Québec      | Canada      | Joe Sakic        | Broncos de Swift Current (WHL)       |
| 16   | Jets de Winnipeg         | Canada      | Bryan Marchment  | Bulls de Belleville (OHL)            |
| 17   | Canadiens de Montréal    | Canada      | Andrew Cassels   | 67 d'Ottawa (OHL)                    |
| 18   | Whalers de Hartford      | Canada      | Jody Hull        | Petes de Peterborough (OHL)          |
| 19   | Flames de Calgary        | Canada      | Bryan Deasley    | Wolverines du Michigan (NCAA)        |
| 20   | Flyers de Philadelphie   | Canada      | Darren Rumble    | Rangers de Kitchener (OHL)           |
| 21   | Oilers d'Edmonton        | Canada      | Peter Soberlak   | Broncos de Swift Current (WHL)       |

### 2etour
| Rang | Équipe LNH               | Nationalité | Joueur           | Repêché de                              |
| ---- | ------------------------ | ----------- | ---------------- | --------------------------------------- |
| 22   | Sabres de Buffalo        | Canada      | Brad Miller      | Pats de Regina (WHL)                    |
| 23   | Devils du New Jersey     | Suède       | Ricard Persson   | Ostersund (Elitserien)                  |
| 24   | Canucks de Vancouver     | Canada      | Rob Murphy (en)  | Titan de Laval (LHJMQ)                  |
| 25   | Flames de Calgary        | Canada      | Stéphane Matteau | Olympiques de Hull (LHJMQ)              |
| 26   | Penguins de Pittsburgh   | Canada      | Rick Tabaracci   | Royals de Cornwall (OHL)                |
| 27   | Kings de Los Angeles     | Canada      | Mark Fitzpatrick | Tigers de Medicine Hat (WHL)            |
| 28   | Maple Leafs de Toronto   | Canada      | Daniel Marois    | Canadiens junior de Verdun (LHJMQ)      |
| 29   | Blackhawks de Chicago    | Canada      | Ryan McGill      | Broncos de Swift Current (WHL)          |
| 30   | Flyers de Philadelphie   | Canada      | Jeff Harding     | Équipe Jr. B de St. Michael's (Toronto) |
| 31   | Rangers de New York      | Canada      | Daniel Lacroix   | Bisons de Granby (LHJMQ)                |
| 32   | Red Wings de Détroit     | Canada      | Gord Kruppke     | Raiders de Prince Albert (WHL)          |
| 33   | Canadiens de Montréal    | États-Unis  | John LeClair     | Académie Bellows Free (Vermont)         |
| 34   | Islanders de New York    | Canada      | Jeff Hackett     | Generals d'Oshawa (OHL)                 |
| 35   | North Stars du Minnesota | Canada      | Scott McCrady    | Tigers de Medicine Hat (WHL)            |
| 36   | Capitals de Washington   | Canada      | Jeff Ballantyne  | 67 d'Ottawa (OHL)                       |
| 37   | Jets de Winnipeg         | Suède       | Patrik Ericksön  | Brynas IF (Elitserien)                  |
| 38   | Canadiens de Montréal    | Canada      | Eric Desjardins  | Bisons de Granby (LHJMQ)                |
| 39   | Whalers de Hartford      | États-Unis  | Adam Burt        | Centennials de North Bay (OHL)          |
| 40   | Flames de Calgary        | Canada      | Kevin Grant      | Rangers de Kitchener (OHL)              |
| 41   | Red Wings de Détroit     | Canada      | Bob Wilkie       | Broncos de Swift Current (WHL)          |
| 42   | Oilers d'Edmonton        | Canada      | Brad Werenka     | Wildcats de Northern Michigan (NCAA)    |

### 3etour
| Rang | Équipe LNH               | Nationalité     | Joueur            | Repêché de                         |
| ---- | ------------------------ | --------------- | ----------------- | ---------------------------------- |
| 43   | Kings de Los Angeles     | Canada          | Ross Wilson       | Petes de Peterborough (OHL)        |
| 44   | Canadiens de Montréal    | États-Unis      | Mathieu Schneider | Royals de Cornwall (OHL)           |
| 45   | Canucks de Vancouver     | Canada          | Steve Veilleux    | Draveurs de Trois-Rivières (LHJMQ) |
| 46   | Rangers de New York      | Canada          | Simon Gagné       | Titan de Laval (LHJMQ)             |
| 47   | Penguins de Pittsburgh   | Canada          | Jamie Leach       | Steelhawks de Hamilton (OHL)       |
| 48   | North Stars du Minnesota | Canada          | Kevin Kaminski    | Blades de Saskatoon (WHL)          |
| 49   | Maple Leafs de Toronto   | Canada          | John McIntyre     | Platers de Guelph (OHL)            |
| 50   | Blackhawks de Chicago    | Canada          | Cameron Russell   | Olympiques de Hull (LHJMQ)         |
| 51   | Nordiques de Québec      | Canada          | Jim Sprott        | Knights de London (OHL)            |
| 52   | Red Wings de Détroit     | Canada          | Dennis Holland    | Winter Hawks de Portland (WHL)     |
| 53   | Sabres de Buffalo        | Canada          | Andrew MacVicar   | Petes de Peterborough (OHL)        |
| 54   | Blues de Saint-Louis     | Canada          | Kevin Miehm       | Generals d'Oshawa (OHL)            |
| 55   | Islanders de New York    | Canada          | Dean Ewen         | Chiefs de Spokane (WHL)            |
| 56   | Bruins de Boston         | Canada          | Todd Lalonde      | Wolves de Sudbury (OHL)            |
| 57   | Capitals de Washington   | Canada          | Steve Maltais     | Royals de Cornwall (OHL)           |
| 58   | Canadiens de Montréal    | Canada          | François Gravel   | Cataractes de Shawinigan (LHJMQ)   |
| 59   | Blues de Saint-Louis     | Suède           | Robert Nordmark   | Lulea HF (Elitserien)              |
| 60   | Blackhawks de Chicago    | Canada          | Mike Dagenais     | Petes de Peterborough (OHL)        |
| 61   | Flames de Calgary        | Canada          | Scott Mahoney     | Generals d'Oshawa (OHL)            |
| 62   | Flyers de Philadelphie   | Tchécoslovaquie | Martin Hostak     | Sparta Prague (Extraliga)          |
| 63   | Oilers d'Edmonton        | Canada          | Geoff Smith       | Saints de Saint-Albert (AJHL)      |

### 4etour
| Rang | Équipe LNH               | Nationalité | Joueur           | Repêché de                           |
| ---- | ------------------------ | ----------- | ---------------- | ------------------------------------ |
| 64   | Oilers d'Edmonton        | Suède       | Peter Eriksson   | HV 71 (Elitserien)                   |
| 65   | Devils du New Jersey     | États-Unis  | Brian Sullivan   | Olympics de Springfield (NEJHL)      |
| 66   | Canucks de Vancouver     | États-Unis  | Doug Torrel      | Hibbing H.S. (Minn.)                 |
| 67   | Bruins de Boston         | Canada      | Darwin McPherson | Bruins de New Westminster (WHL)      |
| 68   | Penguins de Pittsburgh   | Finlande    | Risto Kurkinen   | JYP Jyväskylä (SM-liiga)             |
| 69   | Rangers de New York      | États-Unis  | Mike Sullivan    | Terriers de Boston (NCAA)            |
| 70   | Flames de Calgary        | Canada      | Tim Harris       | Pickering (OPJHL)                    |
| 71   | Maple Leafs de Toronto   | États-Unis  | Joe Sacco        | Medford H.S. (Mass.)                 |
| 72   | Nordiques de Québec      | États-Unis  | Kip Miller       | Wolverines du Michigan (NCAA)        |
| 73   | North Stars du Minnesota | États-Unis  | John Weisbrod    | Académie Choate (Conn.)              |
| 74   | Red Wings de Détroit     | Canada      | Mark Reimer      | Blades de Saskatoon (WHL)            |
| 75   | Blues de Saint-Louis     | Canada      | Darin Smith      | Centennials de North Bay (OHL)       |
| 76   | Islanders de New York    | Canada      | George Maneluk   | Wheat Kings de Brandon (WHL)         |
| 77   | Bruins de Boston         | États-Unis  | Matt DelGuidice  | Collège St. Anselm (NCAA)            |
| 78   | Capitals de Washington   | Canada      | Tyler Larter     | Greyhounds de Sault Ste. Marie (OHL) |
| 79   | Jets de Winnipeg         | Canada      | Don McLennan     | Pioneers de Denver (NCAA)            |
| 80   | Canadiens de Montréal    | États-Unis  | Kris Miller      | Greenway HS (Minn.)                  |
| 81   | Whalers de Hartford      | Canada      | Terry Yake       | Wheat Kings de Brandon (WHL)         |
| 82   | Blues de Saint-Louis     | Canada      | Andy Rymsha      | Broncos de Western Michigan (NCAA)   |
| 83   | Flyers de Philadelphie   | Suède       | Tomaz Eriksson   | Djurgårdens IF (Elitserien)          |
| 84   | Sabres de Buffalo        | États-Unis  | John Bradley     | New Hampton Prep (N.H.)              |

### 5etour
| Rang | Équipe LNH               | Nationalité     | Joueur          | Repêché de                            |
| ---- | ------------------------ | --------------- | --------------- | ------------------------------------- |
| 85   | Sabres de Buffalo        | États-Unis      | Dave Pergola    | Belmont Hill H.S. (Mass.)             |
| 86   | Devils du New Jersey     | États-Unis      | Kevin Dean      | Académie Miilitaire Culver (Ind.)     |
| 87   | Canucks de Vancouver     | États-Unis      | Sean Fabian     | Hill-Murray H.S. (Minn.)              |
| 88   | North Stars du Minnesota | Finlande        | Teppo Kivela    | HPK Hameenlinna (SM-liiga)            |
| 89   | Penguins de Pittsburgh   | Canada          | Jeff Waver      | Steelhawks de Hamilton (LHO)          |
| 90   | Kings de Los Angeles     | États-Unis      | Mike Vukonich   | Duluth Denfeld H.S. (Minn.)           |
| 91   | Maple Leafs de Toronto   | Canada          | Mike Eastwood   | Pembroke (COJHL)                      |
| 92   | Blackhawks de Chicago    | Suède           | Ulf Sandstrom   | MODO Hockey Ornskoldsvik (Elitserien) |
| 93   | Nordiques de Québec      | États-Unis      | Rob Mendel      | Badgers du Wisconsin (NCAA)           |
| 94   | Rangers de New York      | États-Unis      | Erik O'Borsky   | Bulldogs de Yale (NCAA)               |
| 95   | Red Wings de Détroit     | Tchécoslovaquie | Radomir Brazda  | TJ Tesla Pardubice (Extraliga)        |
| 96   | Jets de Winnipeg         | États-Unis      | Ken Gernander   | Greenway HS (Minn.)                   |
| 97   | Islanders de New York    | Tchécoslovaquie | Petr Vlk        | Dukla Jihlava (Extraliga)             |
| 98   | Bruins de Boston         | États-Unis      | Ted Donato      | Catholic Memorial H.S. (Mass.)        |
| 99   | Capitals de Washington   | Canada          | Pat Beauchesne  | Warriors de Moose Jaw (WHL)           |
| 100  | Jets de Winnipeg         | États-Unis      | Darrin Amundson | Duluth East H.S. (Minn.)              |
| 101  | Canadiens de Montréal    | États-Unis      | Steve McCool    | École Hill (Penn.)                    |
| 102  | Whalers de Hartford      | Canada          | Mark Rousseau   | Pioneers de Denver (NCAA)             |
| 103  | Flames de Calgary        | Canada          | Tim Corkery     | Bulldogs de Ferris State (NCAA)       |
| 104  | Flyers de Philadelphie   | États-Unis      | Bill Gall       | New Hampton Prep (N.H.)               |
| 105  | Oilers d'Edmonton        | Canada          | Shaun Van Allen | Blades de Saskatoon (WHL)             |

### 6etour
| Rang | Équipe LNH               | Nationalité     | Joueur          | Repêché de                       |
| ---- | ------------------------ | --------------- | --------------- | -------------------------------- |
| 106  | Sabres de Buffalo        | États-Unis      | Chris Marshall  | Eagles de Boston College (Mass.) |
| 107  | Devils du New Jersey     | États-Unis      | Ben Hankinson   | Edina H.S. (Minn.)               |
| 108  | Canucks de Vancouver     | Canada          | Garry Valk      | Sherwood Park (AJHL)             |
| 109  | North Stars du Minnesota | Canada          | Darcy Norton    | Blazers de Kamloops (WHL)        |
| 110  | Penguins de Pittsburgh   | États-Unis      | Shawn McEachern | Matignon H.S. (Mass.)            |
| 111  | Kings de Los Angeles     | Canada          | Greg Batters    | Cougars de Victoria (LHOu)       |
| 112  | Maple Leafs de Toronto   | États-Unis      | Damian Rhodes   | Richfield H.S. (Minn.)           |
| 113  | Blackhawks de Chicago    | États-Unis      | Mike McCormick  | Richmond (BCJHL)                 |
| 114  | Nordiques de Québec      | États-Unis      | Garth Snow      | Mount St. Charles H.S. (R.I.)    |
| 115  | Rangers de New York      | Tchécoslovaquie | Luděk Čajka     | HC Dukla Jihlava (Extraliga)     |
| 116  | Red Wings de Détroit     | Canada          | Sean Clifford   | Buckeyes d'Ohio State (NCAA)     |
| 117  | Blues de Saint-Louis     | Canada          | Rob Robinson    | Redhawks de Miami (NCAA)         |
| 118  | Islanders de New York    | Canada          | Rob DiMaio      | Tigers de Medicine Hat (WHL)     |
| 119  | Bruins de Boston         | États-Unis      | Matt Glennon    | Archbishop Williams H.S. (Mass.) |
| 120  | Capitals de Washington   | États-Unis      | Rich DeFreitas  | St. Mark's H.S. (Mass.)          |
| 121  | Jets de Winnipeg         | États-Unis      | Joe Harwell     | Hill-Murray H.S. (Minn.)         |
| 122  | Canadiens de Montréal    | États-Unis      | Les Kuntar      | Nichols HS (N.Y.)                |
| 123  | Whalers de Hartford      | Canada          | Jeff St. Cyr    | Huskies de Michigan Tech (NCAA)  |
| 124  | Flames de Calgary        | Canada          | Joe Aloi        | Olympiques de Hull (LHJMQ)       |
| 125  | Flyers de Philadelphie   | États-Unis      | Tony Link       | Dimond H.S. (Alaska)             |
| 126  | Oilers d'Edmonton        | Tchécoslovaquie | Radek Ťoupal    | HC České Budějovice (Extraliga)  |

### 7etour
| Rang | Équipe LNH               | Nationalité     | Joueur             | Repêché de                       |
| ---- | ------------------------ | --------------- | ------------------ | -------------------------------- |
| 127  | Sabres de Buffalo        | États-Unis      | Paul Flanagan      | New Hampton Prep (N.H.)          |
| 128  | Devils du New Jersey     | Canada          | Tom Neziol         | Redhawks de Miami (NCAA)         |
| 129  | Canucks de Vancouver     | Canada          | Todd Fanning       | Buckeyes d'Ohio State (NCAA)     |
| 130  | North Stars du Minnesota | Finlande        | Timo Kulonen       | KalPa Kuopio (SM-liiga)          |
| 131  | Penguins de Pittsburgh   | Canada          | Jim Bodden         | Chatham (SOJHL)                  |
| 132  | Kings de Los Angeles     | Suède           | Kyosti Karjalainen | Brynas IF (Elitserien)           |
| 133  | Maple Leafs de Toronto   | Canada          | Trevor Jobe        | Warriors de Moose Jaw (LHOu)     |
| 134  | Blackhawks de Chicago    | États-Unis      | Stephen Tepper     | Westboro H.S. (Mass.)            |
| 135  | Nordiques de Québec      | États-Unis      | Tim Hanus          | Minnetonka H.S. (Minn.)          |
| 136  | Rangers de New York      | États-Unis      | Clint Thomas       | Bartlett H.S. (Alaska)           |
| 137  | Red Wings de Détroit     | États-Unis      | Mike Gober         | Titan de Laval (LHJMQ)           |
| 138  | Blues de Saint-Louis     | États-Unis      | Todd Crabtree      | Académie Governor Dummer (Mass.) |
| 139  | Islanders de New York    | Norvège         | Knut Walbye        | Furuset (Norway)                 |
| 140  | Bruins de Boston         | États-Unis      | Rob Cheevers       | Eagles de Boston College (NCAA)  |
| 141  | Capitals de Washington   | Canada          | Devon Oleniuk      | Blazers de Kamloops (LHOu)       |
| 142  | Jets de Winnipeg         | États-Unis      | Tod Hartje         | Crimson d'Harvard (NCAA)         |
| 143  | Canadiens de Montréal    | États-Unis      | Robert Kelley      | Matignon H.S. (Mass.)            |
| 144  | Whalers de Hartford      | États-Unis      | Gregg Wolf         | Regal de Buffalo (USHS)          |
| 145  | Flames de Calgary        | États-Unis      | Peter Ciavaglia    | Nichols HS (N.Y.)                |
| 146  | Flyers de Philadelphie   | États-Unis      | Marc Strapon       | Hayward H.S. (Wis.)              |
| 147  | Oilers d'Edmonton        | Tchécoslovaquie | Tomas Srsen        | Brno ZKL (Extraliga)             |

### 8etour
| Rang | Équipe LNH               | Nationalité      | Joueur           | Repêché de                         |
| ---- | ------------------------ | ---------------- | ---------------- | ---------------------------------- |
| 148  | Sabres de Buffalo        | États-Unis       | Sean Dooley      | Groton H.S. (Conn.)                |
| 149  | Devils du New Jersey     | États-Unis       | Jim Dowd         | Brick Township H.S. (N.J.)         |
| 150  | Canucks de Vancouver     | Union soviétique | Viktor Tioumenev | HC Spartak Moscou (Superliga)      |
| 151  | North Stars du Minnesota | Canada           | Don Schmidt      | Blazers de Kamloops (WHL)          |
| 152  | Penguins de Pittsburgh   | Tchécoslovaquie  | Jiří Kučera      | HC Dukla Jihlava (Extraliga)       |
| 153  | Sabres de Buffalo        | États-Unis       | Tim Roberts      | Académie Deerfield (Mass.)         |
| 154  | Maple Leafs de Toronto   | États-Unis       | Chris Jensen     | Northwood Prep (N.Y.)              |
| 155  | Blackhawks de Chicago    | États-Unis       | John Reilly      | Académie Phillips (Mass.)          |
| 156  | Nordiques de Québec      | États-Unis       | Jake Enebak      | Northfield H.S. (Minn.)            |
| 157  | Rangers de New York      | États-Unis       | Chuck Wiegand    | Essex Junction H.S. (Vermont)      |
| 158  | Red Wings de Détroit     | Canada           | Kevin Scott      | Vipers de Vernon (BCJHL)           |
| 159  | Blues de Saint-Louis     | États-Unis       | Guy Hebert       | Collège d'Hamilton (NCAA)          |
| 160  | Islanders de New York    | États-Unis       | Jeff Saterdalen  | Bloomington Jefferson H.S. (Minn.) |
| 161  | Bruins de Boston         | États-Unis       | Chris Winnes     | Northwood Prep (N.Y.)              |
| 162  | Capitals de Washington   | Suède            | Thomas Sjogren   | Frölunda HC (Elitserien)           |
| 163  | Jets de Winnipeg         | Finlande         | Markku Kyllonen  | Kärpät Oulu (SM-liiga)             |
| 164  | Canadiens de Montréal    | États-Unis       | Will Geist       | Académie St. Paul (Minn.)          |
| 165  | Whalers de Hartford      | Canada           | John Moore       | Bulldogs de Yale (NCAA)            |
| 166  | Flames de Calgary        | Canada           | Theoren Fleury   | Warriors de Moose Jaw (WHL)        |
| 167  | Flyers de Philadelphie   | Canada           | Darryl Ingham    | Université du Manitoba (CIAU)      |
| 168  | Oilers d'Edmonton        | Norvège          | Age Ellingsen    | Storhamar (Norway)                 |

### 9etour
| Rang | Équipe LNH               | Nationalité     | Joueur           | Repêché de                          |
| ---- | ------------------------ | --------------- | ---------------- | ----------------------------------- |
| 169  | Sabres de Buffalo        | Canada          | Grant Tkachuk    | Blades de Saskatoon (WHL)           |
| 170  | Devils du New Jersey     | Canada          | John Blessman    | Marlboros de Toronto (OHL)          |
| 171  | Canucks de Vancouver     | États-Unis      | Craig Daly       | New Hampton Prep (N.H.)             |
| 172  | North Stars du Minnesota | Finlande        | Jarmo Myllys     | Lukko Rauma (SM-liiga)              |
| 173  | Penguins de Pittsburgh   | États-Unis      | John MacDougall  | New Prep H.S. (Mass.)               |
| 174  | Kings de Los Angeles     | États-Unis      | Jeff Gawlicki    | Huskies de Northern Michigan (NCAA) |
| 175  | Maple Leafs de Toronto   | Canada          | Brian Blad       | Bulls de Belleville (OHL)           |
| 176  | Blackhawks de Chicago    | États-Unis      | Lance Werness    | Burnsville H.S. (Minn.)             |
| 177  | Nordiques de Québec      | Tchécoslovaquie | Jaroslav Sevcik  | Brno ZKL (Extraliga)                |
| 178  | Rangers de New York      | États-Unis      | Eric Burrill     | Tartan H.S. (Mass.)                 |
| 179  | Red Wings de Détroit     | Finlande        | Mikko Haapakoski | Kärpät Oulu (SM-liiga)              |
| 180  | Blues de Saint-Louis     | Canada          | Rob Dumas        | Thunderbirds de Seattle (WHL)       |
| 181  | Islanders de New York    | États-Unis      | Shawn Howard     | Penticton (BCJHL)                   |
| 182  | Bruins de Boston         | États-Unis      | Paul Ohman       | St. John's Prep (Mass.)             |
| 183  | Nordiques de Québec      | Tchécoslovaquie | Ladislav Tresl   | Brno ZKL (Extraliga)                |
| 184  | Jets de Winnipeg         | États-Unis      | Jim Fernholz     | White Bear Lake H.S. (Minn.)        |
| 185  | Canadiens de Montréal    | Canada          | Eric Tremblay    | Voltigeurs de Drummondville (LHJMQ) |
| 186  | Whalers de Hartford      | États-Unis      | Joe Day          | Saints de St. Lawrence (NCAA)       |
| 187  | Flames de Calgary        | États-Unis      | Mark Osiecki     | Badgers du Wisconsin (NCAA)         |
| 188  | Flyers de Philadelphie   | États-Unis      | Bruce MacDonald  | Loomis-Chafee H.S. (Mass.)          |
| 189  | Oilers d'Edmonton        | Canada          | Gavin Armstrong  | Engineers de Rensselaer (NCAA)      |

### 10etour
| Rang | Équipe LNH               | Nationalité | Joueur         | Repêché de                            |
| ---- | ------------------------ | ----------- | -------------- | ------------------------------------- |
| 190  | Sabres de Buffalo        | Canada      | Ian Herbers    | Broncos de Swift Current (WHL)        |
| 191  | Devils du New Jersey     | Canada      | Pete Fry       | Cougars de Victoria (WHL)             |
| 192  | Canucks de Vancouver     | États-Unis  | John Fletcher  | Golden Knights de Clarkson (NCAA)     |
| 193  | North Stars du Minnesota | États-Unis  | Larry Olimb    | Warroad H.S. (Minn.)                  |
| 194  | Penguins de Pittsburgh   | Canada      | Daryn McBride  | Pioneers de Denver (NCAA)             |
| 195  | Kings de Los Angeles     | Canada      | John Preston   | Terriers de Boston (NCAA)             |
| 196  | Maple Leafs de Toronto   | Canada      | Ron Bernacci   | Steelhawks de Hamilton (OHL)          |
| 197  | Blackhawks de Chicago    | Canada      | Dale Marquette | Wheat Kings de Brandon (WHL)          |
| 198  | Nordiques de Québec      | Canada      | Darren Nauss   | North Battleford (SJHL)               |
| 199  | Rangers de New York      | États-Unis  | Dave Porter    | Wildcats de Northern Michigan (NCAA)  |
| 200  | Red Wings de Détroit     | Canada      | Darin Banister | Université de Illinois-Chicago (NCAA) |
| 201  | Blues de Saint-Louis     | États-Unis  | David Marvin   | Warroad H.S. (Minn.)                  |
| 202  | Islanders de New York    | États-Unis  | John Herlihy   | Collège Babson (NCAA)                 |
| 203  | Bruins de Boston         | États-Unis  | Casey Jones    | Big Red de Cornell (NCAA)             |
| 204  | Capitals de Washington   | Canada      | Chris Clarke   | Pembroke (OPJHL)                      |
| 205  | Rangers de New York      | Canada      | Brett Barnett  | Wexford (OPJHL)                       |
| 206  | Canadiens de Montréal    | Canada      | Barry McKinlay | Université de Illinois-Chicago (NCAA) |
| 207  | Blues de Saint-Louis     | États-Unis  | Andy Cesarski  | Académie militaire Culver (Ind.)      |
| 208  | Flames de Calgary        | États-Unis  | Bill Sedergren | Olympics de Springfield (NEJHL)       |
| 209  | Flyers de Philadelphie   | États-Unis  | Steve Morrow   | Westminster H.S. (Conn.)              |
| 210  | Oilers d'Edmonton        | États-Unis  | Mike Tinkham   | Newburyport H.S. (Mass.)              |

### 11etour
| Rang | Équipe LNH               | Nationalité               | Joueur           | Repêché de                           |
| ---- | ------------------------ | ------------------------- | ---------------- | ------------------------------------ |
| 211  | Sabres de Buffalo        | États-Unis                | David Littman    | Eagles de Boston College (NCAA)      |
| 212  | Devils du New Jersey     | Canada                    | Alain Charland   | Voltigeurs de Drummondville (LHJMQ)  |
| 213  | Canucks de Vancouver     | Suède                     | Roger Hansson    | Rögle BK (Elitserien)                |
| 214  | North Stars du Minnesota | États-Unis                | Marc Felicio     | Northwood Prep (N.Y.)                |
| 215  | Penguins de Pittsburgh   | États-Unis                | Mark Carlson     | Équipe junior de Philadelphia (USHS) |
| 216  | Kings de Los Angeles     | Tchécoslovaquie           | Rotislav Vlach   | Gottwaldov (Extraliga)               |
| 217  | Maple Leafs de Toronto   | États-Unis                | Ken Alexander    | Steelhawks de Hamilton (OHL)         |
| 218  | Blackhawks de Chicago    | États-Unis                | Bill LaCouture   | Natick H.S. (Mass.)                  |
| 219  | Nordiques de Québec      | États-Unis                | Mike Williams    | Bulldogs de Ferris State (NCAA)      |
| 220  | Rangers de New York      | États-Unis                | Lance Marciano   | Académie Choate (Conn.)              |
| 221  | Red Wings de Détroit     | États-Unis                | Craig Quinlan    | Hill-Murray H.S. (Minn.)             |
| 222  | Blues de Saint-Louis     | Canada                    | Daniel Rolfe     | Brockville (OPJHL)                   |
| 223  | Islanders de New York    | États-Unis                | Mike Erickson    | St. John's Hill H.S. (Mass.)         |
| 224  | Bruins de Boston         | États-Unis                | Eric LeMarque    | Wildcats de Northern Michigan (NCAA) |
| 225  | Capitals de Washington   | Allemagne Tchécoslovaquie | Milos Vanik      | Freiburg EHC (GerHPL)                |
| 226  | Jets de Winnipeg         | États-Unis                | Roger Rougelot   | Madison (USHL)                       |
| 227  | Canadiens de Montréal    | États-Unis                | Ed Ronan         | Académie Phillips (Mass.)            |
| 228  | Whalers de Hartford      | États-Unis                | Kevin Sullivan   | Tigers de Princeton (NCAA)           |
| 229  | Flames de Calgary        | Suède                     | Peter Hasselblad | Orebro IK (Elitserien)               |
| 230  | Flyers de Philadelphie   | Tchécoslovaquie           | Darius Rusnak    | Bratislava (Slovaquie)               |
| 231  | Oilers d'Edmonton        | États-Unis                | Jeff Pauletti    | Golden Gophers du Minnesota (NCAA)   |

### 12etour
| Rang | Équipe LNH               | Nationalité      | Joueur             | Repêché de                      |
| ---- | ------------------------ | ---------------- | ------------------ | ------------------------------- |
| 232  | Sabres de Buffalo        | Canada           | Al MacIsaac        | Platers de Guelph (OHL)         |
| 233  | Canucks de Vancouver     | Canada           | Neil Eisenhut      | Langley (BCJHL)                 |
| 234  | Canucks de Vancouver     | États-Unis       | Matt Evo           | Country Day H.S. (Mass.)        |
| 235  | North Stars du Minnesota | Canada           | Dave Shields       | Pioneers de Denver (NCAA)       |
| 236  | Penguins de Pittsburgh   | Suède            | Åke Lilljebjörn    | Brynas IF (Elitserien)          |
| 237  | Kings de Los Angeles     | Suède            | Mikael Lindhölm    | Brynas IF (Elitserien)          |
| 238  | Maple Leafs de Toronto   | États-Unis       | Alex Weinrich      | Académie North Yarmouth (Maine) |
| 239  | Blackhawks de Chicago    | États-Unis       | Mike Lappin        | Northwood Prep (N.Y.)           |
| 240  | Capitals de Washington   | États-Unis       | Dan Brettschneider | Burnsville H.S. (Minn.)         |
| 241  | Oilers d'Edmonton        | Danemark         | Jesper Duus        | Rodovre (Danemark)              |
| 242  | Red Wings de Détroit     | Suède            | Tomas Jansson      | Talje (Elitserien)              |
| 243  | Blues de Saint-Louis     | Canada           | Ray Savard         | Pats de Regina (WHL)            |
| 244  | Islanders de New York    | États-Unis       | Will Averill       | Belmont Hill H.S. (Mass.)       |
| 245  | Bruins de Boston         | États-Unis       | Sean Gorman        | Matignon H.S. (Mass.)           |
| 246  | Capitals de Washington   | Canada           | Ryan Kummu         | Engineers de Rensselaer (NCAA)  |
| 247  | Jets de Winnipeg         | Suède            | Hans-Goran Elo     | Djurgårdens IF (Elitserien)     |
| 248  | Canadiens de Montréal    | États-Unis       | Bryan Herring      | Dubuque (USHL)                  |
| 249  | Whalers de Hartford      | Canada           | Steve Laurin       | Big Green de Dartmouth (NCAA)   |
| 250  | Flames de Calgary        | Suède            | Magnus Svensson    | Leksands IF (Elitserien)        |
| 251  | Flyers de Philadelphie   | États-Unis       | Dale Roehl         | Minnetonka H.S. (Minn.)         |
| 252  | Oilers d'Edmonton        | Union soviétique | Igor Viazmikine    | HK CSKA Moscou (URSS)           |

## Repêchage supplémentaire
| Rang | Équipe LNH               | Nationalité          | Joueur           | Repêché de                                      |
| ---- | ------------------------ | -------------------- | ---------------- | ----------------------------------------------- |
| 1    | Bruins de Boston         | Canada               | Mike Jeffrey     | Wildcats de Northern Michigan (NCAA)            |
| 2    | Sabres de Buffalo        | États-Unis           | Dave Snuggerud   | Golden Gophers du Minnesota (NCAA)              |
| 3    | Sabres de Buffalo        | États-Unis           | Mike DeCarle     | Lakers de Lake Superior State (NCAA)            |
| 4    | Flames de Calgary        | États-Unis           | Peter Lappin     | Saints de St. Lawrence (NCAA)                   |
| 5    | Red Wings de Détroit     | États-Unis           | Mike LaMoine     | Fighting Sioux de North Dakota (NCAA)           |
| 6    | Whalers de Hartford      | Canada               | Ken Lovsin       | Université de la Saskatchewan (CIAU)            |
| 7    | Kings de Los Angeles     | États-Unis           | Chris Panek      | SUNY-Plattsburgh (NCAA)                         |
| 8    | North Stars du Minnesota | États-Unis           | Shawn Chambers   | Aces d'Alaska-Fairbanks (NCAA)                  |
| 9    | North Stars du Minnesota | Canada               | Rick Boh         | Tigers de Colorado College (NCAA)               |
| 10   | Devils du New Jersey     | Allemagne de l'Ouest | John Walker      | Northern Alberta Institute of Technology (ACAC) |
| 11   | Devils du New Jersey     | Canada               | Jeff Madill      | Buckeyes d'Ohio State (NCAA)                    |
| 12   | Islanders de New York    | États-Unis           | Howie Vandermast | SUNY-Potsdam (NCAA)                             |
| 13   | Rangers de New York      | États-Unis           | Joe Lockwood     | Wolverines du Michigan (NCAA)                   |
| 14   | Flyers de Philadelphie   | États-Unis           | David Whyte      | Eagles de Boston College (NCAA)                 |
| 15   | Penguins de Pittsburgh   | États-Unis           | Dan Shea         | Eagles de Boston College (NCAA)                 |
| 16   | Penguins de Pittsburgh   | États-Unis           | John Leonard     | Collège Bowdoin (NCAA)                          |
| 17   | Nordiques de Québec      | États-Unis           | Mike Hitner      | Aces d'Alaska-Anchorage (NCAA)                  |
| 18   | Canucks de Vancouver     | États-Unis           | Steve Johnson    | Fighting Sioux de North Dakota (NCAA)           |
| 19   | Capitals de Washington   | États-Unis           | Mark Anderson    | Buckeyes d'Ohio State (NCAA)                    |
| 20   | Jets de Winnipeg         | États-Unis           | Rob Fowler       | Warriors de Merrimack (NCAA)                    |